# Birkenwerder (przystanek kolejowy)
Birkenwerder – przystanek kolejowy w Birkenwerder, w kraju związkowym Brandenburgia, w Niemczech. Znajduje się tu 1 peron.